# Neocolonialism
Neocolonialismul reprezintă politica unor state dezvoltate care are drept obiectiv continuarea dominației economice a fostelor colonii, devenite state suverane, prin mijloace moderne: valutar-financiare, tehnologice și informaționale.